# 不破万作 (俳優)
不破 万作（ふわ まんさく、本名：杉原 延幸、1946年7月29日 - ）は、日本の俳優である。
旧関東州地域にあたる中華民国（現：中華人民共和国）大連生まれ、佐賀県で4歳まで育つ。舞プロモーション所属。明治大学文学部演劇学科中退。妻は元女優の石原由紀子。

## 来歴・人物
大学在学中の1968年に唐十郎主宰の状況劇場に入団（1983年に同劇団を退団）。
劇団退団後は伊丹十三作品の常連として重宝されていた。
その風貌からヤクザ役・悪役が多かったが、次第に刑事役などが増えていった。
芸名の由来は豊臣秀次の小姓で「天下三美少年」の一人と謳われた不破万作（ふわ ばんさく。江戸時代には歌舞伎の不破伴左衛門のモデルとなるなど、絶世の美少年として森蘭丸にも劣らぬ人気だった）。今日、一般にはほとんど知られておらず、「名前だけでも二枚目にしよう」と名乗ったのがきっかけ。
2004年には法務省主催の第54回社会を明るくする運動の民間協力者として、法務大臣感謝状を受彰している。

## 出演

### テレビドラマ

#### NHK
- 土曜ドラマ
  - 失楽園'79（1979年） - 曽根
- 大河ドラマ
  - 春の波涛（1985年） - 福井茂兵衛
  - 葵 徳川三代（2000年） - 本多成重
  - 武蔵 MUSASHI（2003年） - 苑田銀六
  - 功名が辻（2006年） - 増田長盛
  - おんな城主 直虎（2017年） - 和尚
  - 麒麟がくる（2020年） - 住職
- 連続テレビ小説
  - かりん（1993年） - 田上伝六
  - 天うらら（1998年） - 天野洋一
  - ほんまもん（2001年、NHK大阪） - 笹川
  - 純情きらり（2006年）
  - ちむどんどん（2022年） - 喜納銀蔵
- まばたきの海に 美少女葵・心の旅（1994年）
- 茂七の事件簿 新ふしぎ草紙（2002年） - 東三
- 盲導犬クイールの一生（2003年） - ホームレスの男性
- 御宿かわせみ（2004年） - 橘屋幸兵衛
- よるドラ
  - トキオ 父への伝言（2004年） - 占い師
  - ルームシェアの女（2005年） - 三田村
- 名探偵赤冨士鷹（2005年） - 由松
- 秘太刀 馬の骨（2005年） - 杉原忠兵衛
- 次郎長背負い富士（2006年） - 岡一
- マチベン（2006年）
- 陽炎の辻〜居眠り磐音 江戸双紙〜（2007年） - 円也
- 海峡（2007年） - 吉江福太郎
- おシャシャのシャン!（2008年、NHK長野）
- 感染爆発〜パンデミック・フルー（2008年） - 与田村村長
- クラシックミステリー 名曲探偵アマデウス（2009年） - 大木種夫
- たったひとりの反乱「“食品偽装”を告発した男」（2009年） - 田中稔
- 1991 雲仙・普賢岳 〜避難勧告を継続せよ〜（2011年） - 佐藤巡査部長
- ラストマネー -愛の値段-（2011年）
- あのひとあの日（2012年、NHK佐賀） - 兵動泰
- 神谷玄次郎捕物控2（2015年、NHK BSプレミアム） - 磯六
- 東京ブラックホールⅡ　砂塵と想像の1964年（2019年）
- 八つ墓村（2019年） - 井川丑松
- 生きて、ふたたび 保護司・深谷善輔（2021年） - 澤井雄造
- つまらない住宅地のすべての家（2022年10月10日 - 、NHK総合） - ホームレス・藤田

#### 日本テレビ系
- 火曜サスペンス劇場
  - キタタキ絶滅（1983年）
  - ミスティガール紅子 殺人者は二度ノックする（1989年）
  - 女検事・霞夕子9「青い指」（1993年） - 港北警察署 警部・占部
  - 警視庁鑑識班4（1997年） - 小幡博行
  - 転勤判事3（1998年） - 榊新太郎
  - 北の警察署長（1998年） - 藤原副署長
  - 弁護士・高林鮎子26（2000年） - 岩田刑事部長
  - どうぞ安らかに3（2003年） - 加藤勤
  - 箱根湯河原温泉交番3（2005年） - 山岡茂
- 卒業-GRADUATION-（1985年）
- 長七郎江戸日記（1991年） - 房蔵
- 江戸の用心棒（1994年） - 大吉
- 父子鷹 (1994年のテレビドラマ)（1994年） - 平太
- 金田一少年の事件簿（1996年） - 赤間光彦
- 警視庁鑑識班2004（2004年） - 朋友社社長
- 一番大切な人は誰ですか?（2004年）
- 野ブタ。をプロデュース（2005年） - 家原靖男
- 火垂るの墓（2005年）
- 真実の手記 BC級戦犯 加藤哲太郎「私は貝になりたい」（2007年） - 農夫
- 1ポンドの福音（2008年） - 上田和幸
- あの日、僕らの命はトイレットペーパーよりも軽かった（2008年） - 知念亮吉
- 傍聴マニア09〜裁判長!ここは懲役4年でどうすか〜（2009年、読売テレビ） - 根府川省造
- 降り積もれ孤独な死よ 第4話（2024年7月28日、読売テレビ） - 西浦 役[2]
- 離婚弁護士 スパイダー〜慰謝料争奪編〜 第1話（2024年10月5日） - クリーニング店店長 役

#### TBS系
- ウルトラシリーズ
  - 帰ってきたウルトラマン（1972年） - 第48話「地球頂きます！」泥棒
  - ウルトラマンティガ（1997年、毎日放送） - 第30話「怪獣動物園」ヤマモト
  - ウルトラマンガイア（1999年、毎日放送） - 第29話「遠い町・ウクバール 」永田
- 蒲田行進曲（1983年）
- 松本清張一周忌特別企画・或る『小倉日記』伝（1993年）
- 私の運命（1995年） - 刑事
- 天までとどけ4（1995年） - 仙台で仲良くなった小学生の父
- 松本清張特別企画・紐（1996年）
- 天城越え（1998年） - 太吉の父
- 天国に一番近い男（1999年） - 織田和則
- 松本清張特別企画・危険な斜面（2000年） - 山崎課長
- たのしい幼稚園（2001年） - 木内道孝
- 月曜ドラマスペシャル『ラスト・ドライブ』（2000年）
- 3年B組金八先生（2001年） - 笹森町内会長
- またのお越しを（2003年） - 松岡源蔵
- コスメの魔法（2004年） - 中村桓次郎
- 四谷くんと大塚くん/天才少年探偵登場の巻（2004年） - 平川源三
- 砂の器（2004年）
- 吾輩は主婦である（2006年）
- Happy!（2006年） - 柴崎コーチ
- きらきら研修医（2006年） - 濱崎智樹
- 小公女セイラ（2009年） - 武田寛
- 深夜食堂（2009年・2011年・2014年、毎日放送） - 忠さん
- 運命の人（2012年） - 田淵角造
- SAKURA〜事件を聞く女〜（2014年） - 細野俊彦
- ダメな私に恋してください（2016年） - 柴田智文
- 神の舌を持つ男（2016年） - 小野寺建造
- 名奉行!遠山の金四郎（2017年 - ） - 仁平
- 99.9-刑事専門弁護士- SEASON II 第2話（2018年） - 藤原
- 月曜ドラマスペシャル
  - 森村誠一サスペンス「迷路」（1997年12月8日） - 鳥居刑事
- 月曜ミステリー劇場
  - 陰の季節3（2001年） - 曾根和男
  - 早乙女千春の添乗報告書15（2004年） - 町田俊雄
  - 示談交渉人甚内たま子裏ファイル4（2005年） - 山崎克典
- 月曜ゴールデン
  - 浅見光彦シリーズ27（2007年） - 谷山元治
  - 弁護士 一之瀬凛子1（2008年） - 野中幸雄
  - 刑事シュート しゅうと&ムコの事件日誌2（2010年） - 権藤大作
  - 警視庁鑑識課〜南原幹司の鑑定〜2（2011年） - 有田庄吉
  - 遺品整理人 谷崎藍子5（2015年） - 矢野俊彦
- 月曜名作劇場
  - 確証〜警視庁捜査三課（2017年） - 六郷文也
- ハロー張りネズミ（2017年）
- 凪のお暇（2019年） - 倉田徹
- 小さな神たちの祭り（2019年、東北放送） - 谷川行雄
- テセウスの船 (漫画)（2020年） - 木村敏行
- 俺の家の話（2021年） - 不破万作（本人）
- DCU〜手錠を持ったダイバー〜 第8話（2022年3月13日） - 八島
- 王様に捧ぐ薬指 第6話（2023年5月23日） - 春日
- さよならマエストロ〜父と私のアパッシオナート〜 第4話（2024年2月4日） - 古谷悟史[3]

#### フジテレビ系
- 流れ星佐吉（1984年）
- ライスカレー（1986年）
- 美少女仮面ポワトリン（1990年） - 脱獄囚
- 鬼平犯科帳第3シリーズ 第16話「おしま金三郎」（1992年） - ませの七兵衛
- 銭形平次（1994年）
- 雲霧仁左衛門（1995年） - 政蔵
- はるちゃん（1996年） - 岩本
- 帰ってきたOL 三人旅（1996年）
- 御家人斬九郎 第3シリーズ 第6話「美人局」（1997年） - 丑寅
- 3番テーブルの客（1997年）
- TEAM（1999年）
- ショカツ（2000年、関西テレビ）
- バスストップ（2000年） - 三上信介
- ルーキー! 第8話「ウキウキコンビで大失敗!!」（2001年、関西テレビ） - 江崎芳雄
- 母の告白（2002年） - 望月義冬
- トップキャスター（2006年） - 教頭先生
- 硫黄島〜戦場の郵便配達〜（2006年）
- 結婚できない男（2006年、関西テレビ） - 棟梁 
  - まだ結婚できない男（2019年、関西テレビ）
- 鬼嫁日記（2007年、関西テレビ） - 吉岡信三
- ガリレオ（2007年） - 原沢
- ジュテーム〜わたしはけもの（2008年、BSフジ） - 荒井忠隆
- 無理な恋愛（2008年、関西テレビ） - 村上社長
- 我はゴッホになる! 〜愛を彫った男・棟方志功とその妻〜（2008年） - 大家
- 任侠ヘルパー（2009年） - 「万福フーズ」社長
- まっすぐな男（2010年、関西テレビ） - 親方・玉木
- 明日の光をつかめ（2010年、東海テレビ） - 新田三郎
- さくら心中（2011年、東海テレビ） - 井伏
- リッチマン、プアウーマン（2012年） - 警備員
- ようこそ、わが家へ（2015年）
- ON 異常犯罪捜査官・藤堂比奈子（2016年） - 藤川
- 金曜エンタテイメント
  - 宝石調査員 九条薫 備前～倉敷・サファイア連続殺人事件（2000年） - 皆川英二
  - 温泉名物女将!湯の町事件簿（2001年）
  - 浅見光彦シリーズ15（2003年） - 柏木刑事課長
- 金曜プレステージ
  - 浅見光彦シリーズ27（2007年） - 江島徳三
  - 警察医・秋月桂の検死ファイル（2012年） - 高田泰之

#### テレビ朝日系
- 私鉄沿線97分署 第53話（1985年） - 端山
- 必殺仕事人V・旋風編（1986年、朝日放送） - 佐助
- ベイシティ刑事 第18話「子連れ刑事 ヨコハマ物語」（1988年、東映） - ホンモク・トミー
- 三毛猫ホームズの結婚披露宴（1989年） - 岩本アキフミ
- はみだし刑事情熱系（1999年） - 山口幸造
- 未来戦隊タイムレンジャー Case File 38「ぐっどないと」（2000年11月12日） - 魂の活動屋・グロカン
- 松本清張没後10年記念・張込み（2002年） - 橋上刑事
- おみやさん（2002年 - ） - 兵藤兵吾
- 富豪刑事 第7話「富豪刑事の古美術品騒動」（2005年2月24日） - 飯田
- 銭形平次（2005年） - 指物師・多助
- 特命係長 只野仁（2006年）
- 相棒 season4第16話「天才の系譜」（2006年2月8日） - 金田昭一郎
- 轟轟戦隊ボウケンジャー Task29「黄金の剣」（2006年9月17日） - 五十嵐半蔵
- 時効警察（2007年） - 漁師・よのすけ
- 八州廻り桑山十兵衛〜捕物控ぶらり旅（2007年） - 弥五郎
- 仮面ライダー電王 - 火口耕作 
  - 第15話「銭湯ジャック・パニック」（2007年5月6日）
  - 第16話「幸福の星、降伏の犯人」（2007年5月13日）
- 女刑事みずき〜京都洛西署物語〜（2007年） - 高野剛彦
- おいしいごはん 鎌倉・春日井米店（2007年）
- おいしいデパ地下（2008年） - 養豚場のオーナー
- 7人の女弁護士（2008年） - 江幡真一郎
- 四つの嘘（2008年）
- 氷の華（2008年） - 山内刑事
- 宿命 1969-2010 -ワンス・アポン・ア・タイム・イン・東京-（2010年、朝日放送共同制作） - 岩田刑事
- 警視庁捜査一課9係（2010年） - 高畑宗一郎
- ジウ 警視庁特殊犯捜査係（2011年） - 門倉岩雄
- ドクターX〜外科医・大門未知子〜（2012年） - 一ノ瀬次郎
- 最も遠い銀河（2013年） - 小田作治
- 刑事110キロ 第2シリーズ（2014年） - 厩務員
- 刑事7人
  - Season1（2015年） - 奈良岡運転手
  - Season6（2020年） - 小林孝之
- 民王スペシャル〜新たなる陰謀〜（2015年、テレビ朝日） - 農夫 役
- 警視庁捜査一課9係（2016年） - 田沢君也
- トットちゃん!（2017年） - 魚屋
- 遺留捜査（2018年） - 八木正則
- 科捜研の女 SEASON 19 第33話「ニューヨークから来た悪魔」（2020年3月12日） - 水島宗助
- 欠点だらけの刑事2（2021年） - 金子武雄
- 家政夫のミタゾノ 第5シリーズ 第6話（2022年5月27日） - 松田幸三
- 6秒間の軌跡〜花火師・望月星太郎の憂鬱 第4話（2023年2月4日） - 牛田悟志
- 土曜ワイド劇場
  - 軽井沢－東京・女子大生たちの危ないゲーム（1988年、朝日放送）
  - 新宿ラブストーリー事件簿（1992年、朝日放送） - 武田刑事
  - 松本清張特別企画・黒革の手帖（1996年） - 滝川
  - 駅弁探偵殺人事件（2001年、朝日放送） - 根岸警部
  - 西村京太郎トラベルミステリー36（2001年） - 竹本警部
  - タクシードライバーの推理日誌18（2004年） - 川上康利
  - ハラハラ刑事1（2004年、朝日放送） - 滝川重明
  - 新聞記者 鶴巻吾郎の事件簿2（2008年）
  - 森村誠一の終着駅シリーズ22「殺人同盟」（2009年） - 花屋・木崎真
  - 狩矢父娘シリーズ10（2009年） - 菊川良成
  - 再捜査刑事・片岡悠介（2010年） - 本田勇蔵
  - 100の資格を持つ女〜ふたりのバツイチ殺人捜査〜4（2010年、朝日放送） - 三上耕次郎
  - 西村京太郎トラベルミステリー65「伊豆海岸殺人ルート」（2016年） - 写真家・奥野孝雄
  - 広域警察7（2016年、朝日放送） - 上村穣一郎
  - 温泉 (秘) 大作戦17（2016年、朝日放送） - 平田昭夫
- 日曜プライム
  - 検事・悪玉2（2018年） - 重盛正俊

#### テレビ東京系
- 新大江戸捜査網（1984年） - 喜三太
- 怨み屋本舗（2006年） - 竜ヶ崎寅男
- 幻十郎必殺剣（2008年） - 宇津木六兵衛
- 孤独のグルメ Season3 第2話（2013年7月17日） - 常連客 役
- 三匹のおっさん〜正義の味方、見参!!〜（2014年） - 大野満男
- 警視庁強行犯係・樋口顕5（2019年） - 原田勝治
- さすらい温泉♨遠藤憲一 第十一湯（2019年3月27日） - 謎の老人
- 絶メシロード 第11話「島勝」（2020年4月3日） - 島崎軍治
- 女と愛とミステリー
  - さすらい署長 風間昭平2（2004年） - 北畠刑事部長
- 水曜ミステリー9
  - 北アルプス山岳救助隊・紫門一鬼8（2006年） - 山岸幸太郎
  - 作家・如月祥子の事件ルポ（2006年） - 中町記者
  - 密会の宿6（2008年） - 古川重明
  - 鉄道警察官・清村公三郎10（2013年） - 谷田部陽一
  - 刑事の証明6（2013年） - 津雲洋右
  - 罪火（2014年） - 田中庄治
  - 奥多摩駐在刑事3（2015年） - 三上秋彦
  - 嫌われ監察官 音無一六スペシャル（2017年） - 長田健次

#### 時代劇専門チャンネル
- 新・御宿かわせみ（2013年） - 長助

#### Webドラマ
- 深夜食堂 - Tokyo Stories-（2016年、Netflix） - 忠さん
- 麻雀宝湯記 石和の亀篇・伊東の黒豹篇 （2021年2月14日、Xstream46） - 出歯亀 [4]

### 映画
- 新宿泥棒日記（1969年）
- はなれ瞽女おりん（1977年） - 小杉
- 泪橋（1983年） - 高橋次郎
- 瀬戸内少年野球団（1984年） - 青年団長
- 極道の妻たち（1986年） - 半田署刑事・A
- 男はつらいよ 幸福の青い鳥（1986年） - キューシュー
- ちょうちん（1987年） - かま八
- マルサの女2（1987年） - チビ政
- 社葬（1989年） - 印刷工場の主任
- あげまん（1990年） - 夢の首斬役人
- ミンボーの女（1992年） - 伊場木の子分
- 空がこんなに青いわけがない（1993年） - 高見沢
- 怖がる人々（1994年） - トラック運転手
- みんな〜やってるか!（1995年） - ヤクザ
- 天使のウィンク 日光猿軍団（1995年） - 磯貝
- となりのボブ・マーリィ（1995年） - 宗教の勧誘の男
- スーパーの女（1996年） - くず肉業者
- マルタイの女（1997年） - 先輩刑事
- 明日なき街角（1997年） - 村田
- そして天使は歌う ぼ・ぼ・僕らは正義の味方（1997年、喰始監督） - 黄金エース [5]
- 新宿少年探偵団（1998年） - 古本屋の主人
- 花のお江戸の釣りバカ日誌 （1998年12月23日）
- アイ・ラヴ・ユー（1999年） - 森田雄功
- 天国までの百マイル（2001年） - 経理部長
- 新・雪国（2001年） - 池山
- ココニイルコト（2001年） - 土屋誠
- 赤い橋の下のぬるい水（2002年） - ゲン
- コンセント CONCENT（2002年） - 葬儀屋
- 夜を賭けて（2002年） - 船田純希
- 六月の蛇（2003年）
- スパイ・ゾルゲ（2003年） - 見物の男
- 嗤う伊右衛門（2004年） - 秋山長右衛門
- 赤い月（2004年） - 池田
- 完全なる飼育 赤い殺意（2004年）
- 冬の幽霊たち ウインターゴースト（2004年） - メロン農家のおやじ
- ニワトリはハダシだ（2004年） - 亀岡正平
- 17歳の風景 少年は何を見たのか（2005年）
- アダン（2005年） - 和光園園長
- Breath Less ブレス・レス（2005年） - 下田
- 蟬しぐれ（2005年） - 木戸
- THE 有頂天ホテル（2006年） - リネン係・森
- 20世紀少年 第1章（2008年） - へーちゃん
- 銀色の雨（2009年） - 後藤善三
- FLOWERS -フラワーズ-（2010年）
- ふしぎな岬の物語（2014年） - 佐藤
- るろうに剣心 伝説の最期編（2014年）
- 花宵道中（2014年） - 弥吉
- 深夜食堂（2015年） - 忠さん
- 残穢 -住んではいけない部屋-（2016年） - 田之倉氏
- 俳優 亀岡拓次（2016年）
- 続・深夜食堂（2016年） - 忠さん
- 塀の中の神様（2016年）
- SUNNY 強い気持ち・強い愛（2018年8月31日、東宝） - 屋台のオヤジ
- 僕の彼女は魔法使い（2019年2月22日、日活） - 老師
- 凪待ち（2019年6月28日、キノフィルムズ） - 熊谷義則
- いちばん逢いたいひと（2023年2月24日、渋谷プロダクション） - 笹川源蔵（楓の祖父）[6]
- 囁きの河（2025年7月11日、渋谷プロダクション） - 横谷直彦 役[7]

### オリジナルビデオ
- 稲川淳二のホラー・ビデオ パンドラの箱
- ゲゲゲの鬼太郎「妖怪奇伝魔笛エロイムエッサイム」（1987年） - 子泣き爺
- 実録 最後の総会屋（2001年） - 井沢(バーのマスター)
- 首相官邸の女（2001年） - 大蔵大臣 花岡
- 首領の道Season2（2015年） - 糸田組組長 糸田純一郎(三島組組長三島秀喜の兄貴分)
- 首領の道Season2 vol.2（2015年） - 錦絲会会長 糸田純一郎

### 吹き替え
- 空海-KU-KAI- 美しき王妃の謎（2018年） - 黄鶴 [8]

### バラエティ
- 夢で逢えたら
- ウッチャンナンチャンのやるならやらねば!
- 時代劇法廷（時代劇専門チャンネル） - 豊臣秀吉
- 快傑えみちゃんねる

### CM
- ハウス食品「ウコンの力」
- グリコ「ポッキー デビルニノ雪の日篇」